# Венглер, Максимилиан
Максимилиан Венглер (нем. Maximilian Wengler; 14 января 1890 — 25 апреля 1945) — немецкий офицер, участник Первой и Второй мировых войн, генерал-майор, кавалер Рыцарского креста с Дубовыми листьями и Мечами.

## Начало военной карьеры
В ноябре 1909 года поступил на военную службу фанен-юнкером (кандидат в офицеры), в пехотный полк. С августа 1910 года — лейтенант.

## Первая мировая война
Командовал пехотным взводом, затем пехотной ротой. Награждён Железными крестами обеих степеней.
В 1919 году уволен с военной службы (из-за сокращения численности рейхсвера до 100 тыс.) с присвоением звания капитана.

## Вторая мировая война
С началом Второй мировой войны — вновь на военной службе (в возрасте 49 лет), командир роты 27-й пехотной дивизии. Участвовал в Польской и Французской кампаниях. В 1940 году произведён в майоры, назначен командиром пехотного батальона 227-й пехотной дивизии.
С 22 июня 1941 года воевал на северном участке Восточного фронта (на Ленинградском направлении). С августа 1942 года — командир 366-го полка 227-й пехотной дивизии, подполковник. В декабре 1942 года — награждён Рыцарским крестом.
В 1943 году — бои в районе Нарвы. В апреле 1944 года — произведён в полковники, награждён Дубовыми листьями к Рыцарскому кресту.
С июля 1944 года — командир 227-й пехотной дивизии. Бои в Курляндском котле.
В январе 1945 года — произведён в генерал-майоры и награждён Мечами (№ 123) к Рыцарскому кресту с Дубовыми листьями.
25 апреля 1945 года генерал-майор Венглер погиб в результате авиабомбардировки.

## Награды
- Железный крест (1914) 2-го и 1-го класса (Королевство Пруссия)
- Военный орден Святого Генриха рыцарский крест (15 октября 1914) (Королевство Саксония)
- Пряжка к Железному кресту 2-го класса (22 мая 1940)
- Пряжка к Железному кресту 1-го класса (29 декабря 1940)
- Рыцарский крест железного креста с дубовыми листьями и мечами
  - рыцарский крест (6 октября 1942)
  - дубовые листья (№ 404) (22 февраля 1944)
  - мечи (№ 123) (21 января 1945)
- Нагрудный знак «За ранение» (1939) в серебре
- Нагрудный штурмовой пехотный знак в серебре
- Нагрудный знак «За ближний бой» в бронзе
- Упоминался в «Вермахтберихт» (3 августа 1944)